# SMS Wacht
El SMS Wacht fue un aviso de la Marina Imperial Alemana, líder de su clase. Tenía un buque gemelo, el Jagd. El Wacht fue construido por los astilleros AG Weser en Bremen; fue puesto en quilla en 1886, se botó en agosto de 1887 y entró en servicio en agosto de 1888. Estuvo en servicio activo durante la década de 1890 y participó en numerosos ejercicios de entrenamiento. Su carrera se vio truncada el 4 de septiembre de 1901, cuando colisionó con el viejo acorazado SMS Sachsen. El espolón de proa de este último le hizo una vía de agua bajo la línea de flotación y provocó su rápido hundimiento. Sin embargo, su tripulación pudo ser rescatada y no hubo víctimas.

## Hundimiento

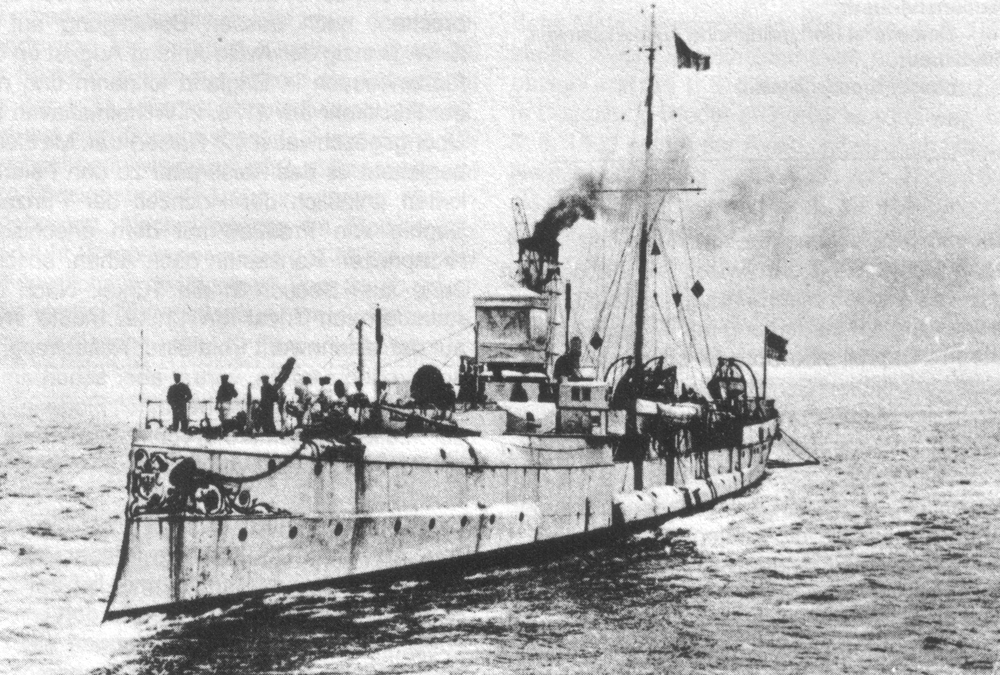
El SMS Wacht en 1897.

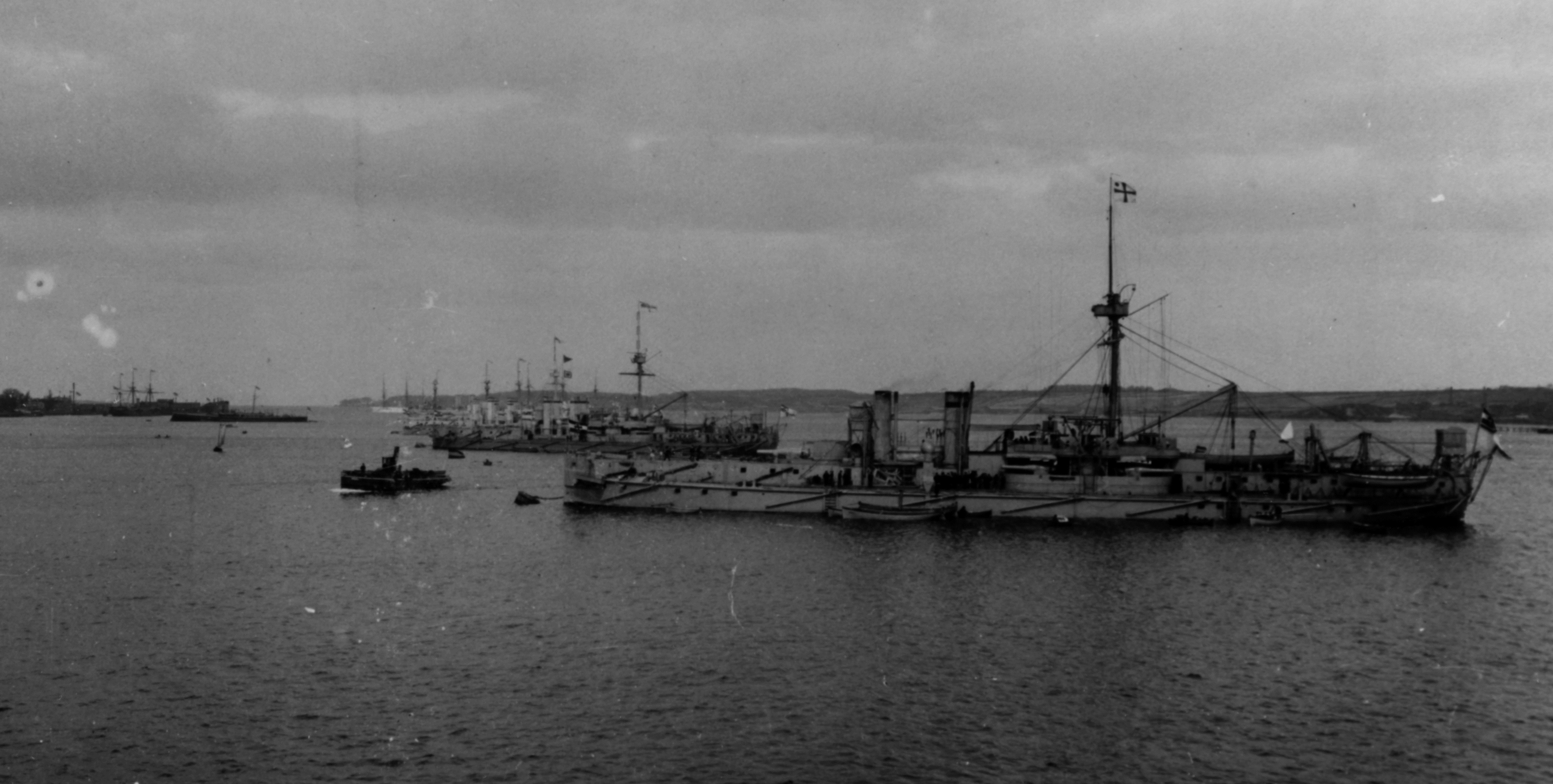
La flota alemana fondeada en 1896; los cuatro acorazados clase Sachsen están a la derecha y Wacht o Jagd están fondeados al frente (izquierda).

El Wacht volvió a ser comisionado el 11 de agosto de 1901 bajo el mando del Korvettenkapitän Hugo von Cotzhausen y fue asignado al I Grupo de Exploración seis días después. La unidad operó con el II Escuadrón en el Mar del Norte en agosto, y el último día del mes comenzaron las maniobras de la flota en el Báltico. Mientras los buques navegaban por la bahía de Danzig el 4 de septiembre, el comandante de la flota ordenó al Wacht y al pequeño crucero Hela que pasaran del lado de la línea de mar al otro costado, para que las señales de los buques pudieran ser retransmitidas a tierra. El Wacht intentó pasar entre los acorazados Sachsen y Württemberg, pero su timonel calculó mal la distancia y pasó demasiado cerca del Sachsen. 
El Sachsen intentó inmediatamente invertir el rumbo para evitar embestirlo, pero los dos buques colisionaron. La proa del Sachsen abrió un gran agujero en la banda de babor del Wacht, que comenzó a hundirse lentamente. El acorazado Weissenburg intentó remolcar el Wacht hasta aguas poco profundas, pero varios de los mamparos internos del Wacht colapsaron bajo la presión y el barco se hundió rápidamente. A pesar de ello, su tripulación fue rescatada sana y salva; ninguno de los dos buques sufrió bajas. La armada intentó posteriormente reflotar el barco, que se había hundido a más de 40 m de profundidad, pero los esfuerzos resultaron infructuosos. El 8 de octubre se celebró un consejo de guerra contra Cotzhausen, que fue absuelto de toda culpa en el accidente.